# Ferrovia della Valle Brembana
La ferrovia della Valle Brembana era una ferrovia, elettrificata con l'inusuale sistema a corrente alternata 6000 V 25 Hz, che fra il 1906 e il 1966 collegava la città di Bergamo con Piazza Brembana attraverso l'omonima valle.

## Storia

Il piazzale della Stazione di Bergamo negli anni venti

Allo scopo di avviare lo sfruttamento su grande scala delle terme presenti nell'alta Valle Brembana, nel 1902 fu inaugurato a San Pellegrino un vasto complesso completo di stabilimento balneare, casinò e Grand Hotel e servito dalla funicolare di San Pellegrino. I relativi edifici vennero edificati nello stile Liberty tipico dell'epoca, su progetto dell'architetto Romolo Squadrelli.
Il medesimo artista fu ingaggiato per disegnare gli edifici di stazione di una nuova ferrovia che avrebbe servito la mobilità della valle. Il progetto della ferrovia derivava dai primi studi in tal senso, effettuati dal 1885 a cura della deputazione provinciale, la quale il 15 marzo 1903 ottenne la relativa concessione governativa. L'opera venne subconcessa alla neocostituita Società Anonima della Ferrovia Elettrica di Valle Brembana (FVB) il 15 ottobre dello stesso anno.
Promossa e realizzata grazie a capitali privati, fra i quali quelli messi a disposizione dalla Banca bergamasca di depositi e conti correnti, il primo tratto della ferrovia, lungo 25,92 km da Bergamo a San Pellegrino Terme venne aperto il 1º luglio 1906, seguito l'ottobre successivo da un breve prolungamento fino a San Giovanni Bianco.
Nata come ferrovia turistica, la FVB alimentava anche un cospicuo traffico merci attraverso i numerosi raccordi, ben 54, che la collegavano alle industrie della zona: oltre alle celebri acque minerali di San Pellegrino Terme e Terme della Bracca di Ambria, sulla linea transitavano le merci delle cartiere Cima di San Giovanni Bianco, i marmi della Val Parina, la fluorite, il legname proveniente dall'alta valle (caricato nei raccordi di Lenna e Piazza Brembana), i prodotti del Linificio e Canapificio Nazionale di Villa d'Almè, i materiali prodotti dalla Società del Gres a Petosino, lo zucchero della ditta Sibella a Paladina e dalla cava di Brembilla.
Nel corso del 1918, nella compagine societaria a capitali belgi che gestiva la ferrovia della Valle Seriana subentrò una società bergamasca, la quale si fuse con quella che eserciva la linea della valle Brembana, pur mantenendo distinti i due esercizi contrassegnati dalle sigle "FVB" ed "FVS". A causa delle difficoltà economiche legate alla prima guerra mondiale, e con l'obiettivo di dare lavoro ai reduci, il tratto successivo di 11 km, fino all'allora San Martino de' Calvi Nord (odierna Piazza Brembana), fortemente voluto da Bortolo Belotti e concesso già il 30 giugno 1919,, venne inaugurato sette anni più tardi, il 31 luglio 1926.

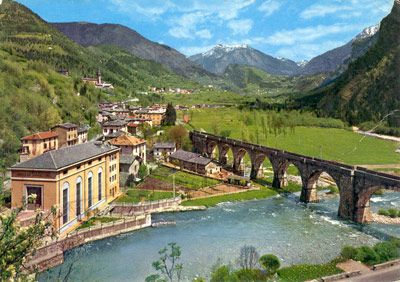
Il caratteristico viadotto di Lenna, nel 1950

Nel 1950 il traffico passeggeri risultava ancora elevato, tanto che fino al 1960 venne istituita una coppia di treni diretti estivi verso Milano effettuata con automotrici FS, che a Bergamo venivano scissi in due sezioni instradate rispettivamente da/per Clusone e San Martino de' Calvi (il cambio di nome in Piazza Brembana risale al 1956). Nella valle Brembana le fermate intermedie effettuate erano quelle di Zogno, San Pellegrino e San Giovanni Bianco.
Alla fine degli anni cinquanta a fianco del servizio ferroviario furono istituiti, inizialmente solo nelle ore di morbida, servizi automobilistici paralleli alla ferrovia; nell'orario del 1964 i servizi con autobus rappresentavano la maggior parte delle corse (20 coppie di autobus e 6 coppie di treni) effettuate ogni giorno.
Nel quadro di una politica di investimenti non favorevole allo sviluppo del trasporto su ferro e dei gravi problemi infrastrutturali della ferrovia, in particolare della galleria della Morla, la ferrovia venne chiusa il 17 marzo 1966 e sostituita integralmente da un servizio di autobus gestito dalla Società Autoferrovie Bergamo, che era nel frattempo subentrata alle due società ferroviarie delle valli bergamasche, sorte che subì dopo pochi mesi anche la linea della valle Seriana.
Negli anni 2000 gran parte del tracciato della ferrovia da Zogno a Piazza Brembana è stato utilizzato per la costruzione della pista ciclabile denominata "Ciclovia Valle Brembana".
Nella prima metà degli anni 2020, il sedime tra il capoluogo e Villa D'Almè è stato recuperato dalla tranvia Bergamo-Villa d'Almè, analogamente alla Bergamo-Albino. La nuova linea è in costruzione: i primi cantieri sono stati avviati nel 2024.

## Caratteristiche
La ferrovia, a singolo binario a scartamento ordinario, era lunga complessivamente 40,663 km ed era elettrificata alla tensione di 6.000 V in corrente alternata a 25 Hz.
La scelta di tale sistema era legata alle forti livellette impegnate e alla presenza di numerose gallerie durante il percorso, poco compatibili con la trazione a vapore per una clientela di élite, nonché alla possibilità di impiantare e sfruttare per l'alimentazione della linea aerea una centrale idroelettrica realizzata a San Giovanni Bianco, la quale venne realizzata, come tutti gli impianti elettrici della linea, dalla Westinghouse.

### Percorso
| Unknown route-map component "exKBHFa" |

| Unknown route-map component "exBHF" |

| Unknown route-map component "exHST" |

| Unknown route-map component "exBHF" |

| Unknown route-map component "exHST" |

| Unknown route-map component "exBHF" |

| Unknown route-map component "exhKRZWae" |

| Unknown route-map component "exBHF" |

| Unknown route-map component "exBHF" |

| Unknown route-map component "exBHF" |

| Unknown route-map component "exhKRZWae" |

| Unknown route-map component "exHST" |

| Unknown route-map component "exHST" |

| Unknown route-map component "exBHF" |

| Unknown route-map component "exSKRZ-G4o" |

| Unknown route-map component "exHST" |

| Unknown route-map component "exBHF" |

| Unknown route-map component "exHST" |

| Unknown route-map component "exTUNNEL2" |

| Unknown route-map component "exBHF" |

| Unknown route-map component "exHST" |

| Unknown route-map component "exHST" |

| Unknown route-map component "exHST" |

|  | Unknown route-map component "exvSHI1+l-STR+l" | Unknown route-map component "exCONTfq" |

| Unknown route-map component "exvHST" |

|  |  | Unknown route-map component "exvABZg+l-STR" | Unknown route-map component "xABZq+l" | Unknown route-map component "CONTfq" |

|  | Unknown route-map component "exvSTR-ABZg+l" | Unknown route-map component "eABZgr" |

|  | Unknown route-map component "exvKBHFe-BHF" | Station on track |

|  | Unknown route-map component "uexCONTgq" | Unknown route-map component "uexv-STRr" | Straight track |  |

|  |  |  | Unknown route-map component "ABZgl" | Unknown route-map component "CONTfq" |

|  |  | Continuation forward |

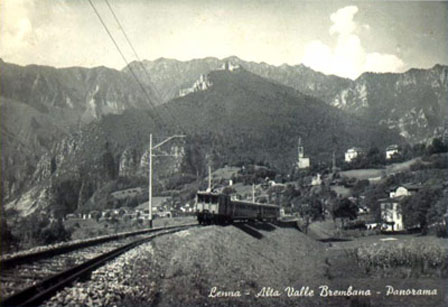
Scorcio in piena linea presso Lenna

Attestati a Bergamo presso una stazione posta a fianco di quella della ferrovia della Val Seriana, a lato della piazza su cui si affaccia anche la stazione di Bergamo FS, i treni impegnavano il caratteristico percorso urbano a binari affiancati in seguito occupato della tranvia. Lasciato sulla destra il bivio per Clusone i treni si dirigevano dunque verso nord ovest con un percorso analogo rispetto a quello della strada statale 470 della Valle Brembana.

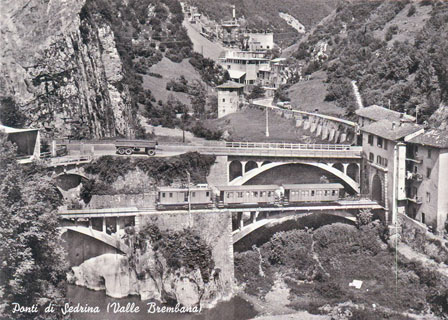
I ponti di Sedrina

Aveva inizio da qui un percorso particolarmente ardito, caratterizzato da trenta gallerie e numerosi ponti, quindici dei quali di lunghezza superiore a 10 m e settantacinque di lunghezza inferiore.

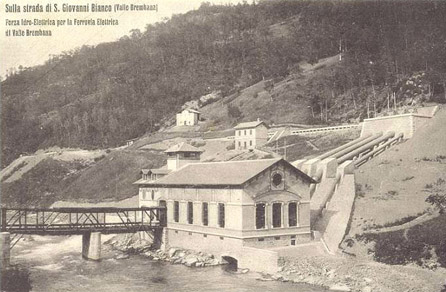
La centrale elettrica di San Giovanni Bianco

A motivo della presenza di numerosi raccordi lungo il percorso, quasi tutte le località servite erano dotate di vere e proprie stazioni che oltre al binario di raddoppio disponevano di magazzino merci, binari di scalo e aste di manovra.
Fra gli scorci più caratteristici della linea figurava il complesso di ponti realizzati a Sedrina; uno di questi dava accesso direttamente a un tunnel il cui portale, inglobato in un edificio privato, era posto direttamente su una delle spallette.

## Materiale rotabile

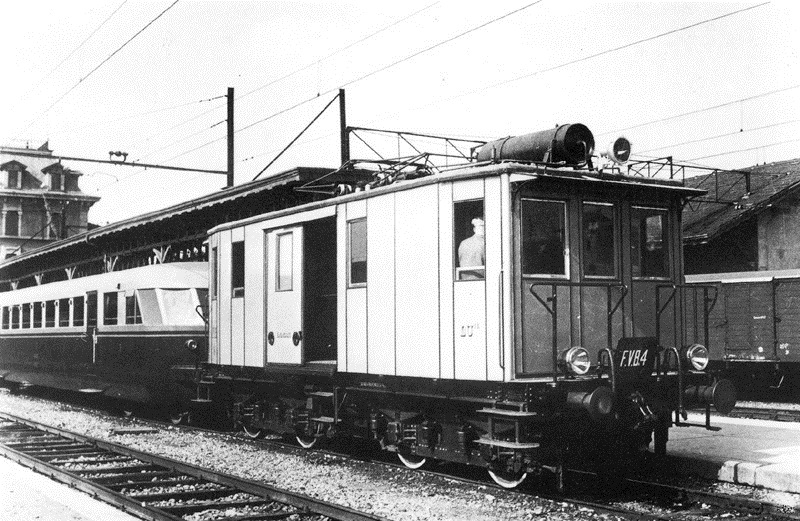
Locomotiva FVB 4, "box cab" della prima fornitura

Per la trazione dei propri treni, che sui convogli passeggeri prevedevano la presenza di lussuose carrozze a salone di prima classe prive di freni per evitare ai passeggeri rumori fastidiosi, furono acquistate quale dotazione d'origine un gruppo di cinque locomotive a carrelli del tipo "box cab" e rodiggio Bo'Bo' immatricolate come locomotive FVB 1-5.
Prima dell'entrata in servizio del materiale elettrico, tuttavia, la linea vide l'impiego regolare di cinque locomotive a vapore già impiegate per la costruzione della linea; si trattava di unità realizzate dalla Orenstein & Koppel, a due e tre assi, numerate 1-5, che nel 1931 passarono in carico alla ferrovia della Val Seriana.
Nel 1920-21 si aggiunsero due caratteristiche locomotive ordinate alcuni anni prima e consegnate dal Tecnomasio Italiano Brown Boveri (TIBB, che nel frattempo aveva rilevato lo stabilimento Westinghouse di Vado Ligure) con parte meccanica di produzione Breda e immatricolazione FVB 11-12. Ulteriori due unità di tale tipo ordinate nel 1926 in occasione del prolungamento fino al capolinea definitivo, numerate 13-14, entrarono in servizio nel 1929; tali locomotive possedevano due carrelli motori a due assi azionati da un quinto asse cieco centrale, e disponevano di una cassa dotata di due avancorpi che valsero loro il soprannome di "coccodrilli del Brembo". Tali rotabili erano derivati da due prototipi consegnati alla ferrovia bavarese Freilassing-Berchtesgaden, disponevano di una potenza continuativa di 295 kW e raggiungevano una velocità massima di 40 km/h le prime due unità, di 45 km/h le altre due. La coloritura dei "coccodrilli", in origine nera, mutò negli anni cinquanta divenendo rosso mattone (invece le locomotive Cab Box, anch'esse inizialmente nere, vennero dipinte in isabella).

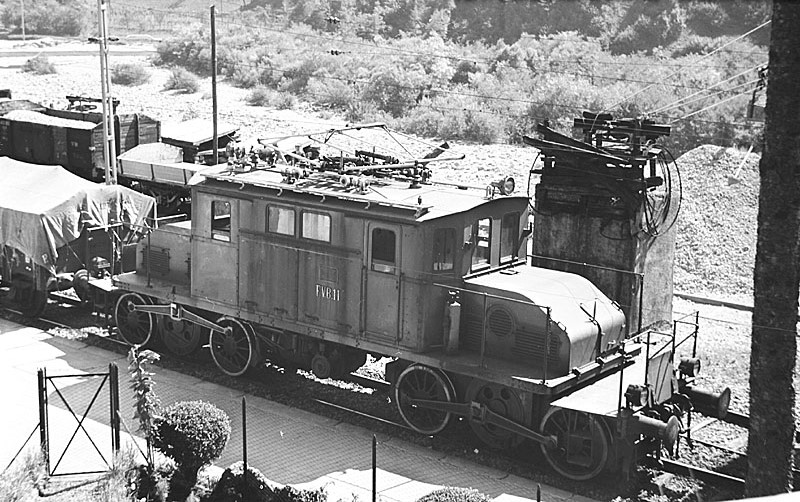
Locomotiva FVB 11

Quale materiale trainato la FVB disponeva 2 vetture a salone di prima classe, 8 miste di prima e terza classe e 3 bagagliai, rotabili forniti dalla Carminati & Toselli consegnate nel 1906, cui negli anni successivi si aggiunsero ulteriori 7 carrozze di terza classe, 5 miste e 5 bagagliai. Completavano la dotazione 14 carri pianali, 25 carri chiusi e 5 a sponde alte, integrati nel tempo con ulteriori 23 carri chiusi. Solo nel 1943 si aggiunsero al parco 4 carri ex FS di tipo M.
Alle carrozze della dotazione originaria si aggiunsero, nel 1954, quattro rimorchiate Breda a carrelli di foggia analoga alle due automotrici e alla rimorchiata acquistate nello stesso periodo dalla FVS, a loro volta derivate dalle ALn 556 FS; alla chiusura della linea tali unità furono cedute alla società Mediterranea Umbro Aretina per l'esercizio sulla Ferrovia Centrale Umbra.
I locomotori elettrici serie 1-5 (con motori in corrente alterna monofase), costruiti dalla Westinghouse nel 1905 dalla Westinghouse, furono demoliti a S. Giovanni Bianco nel 1968.